# هارلم گلوبتراترز

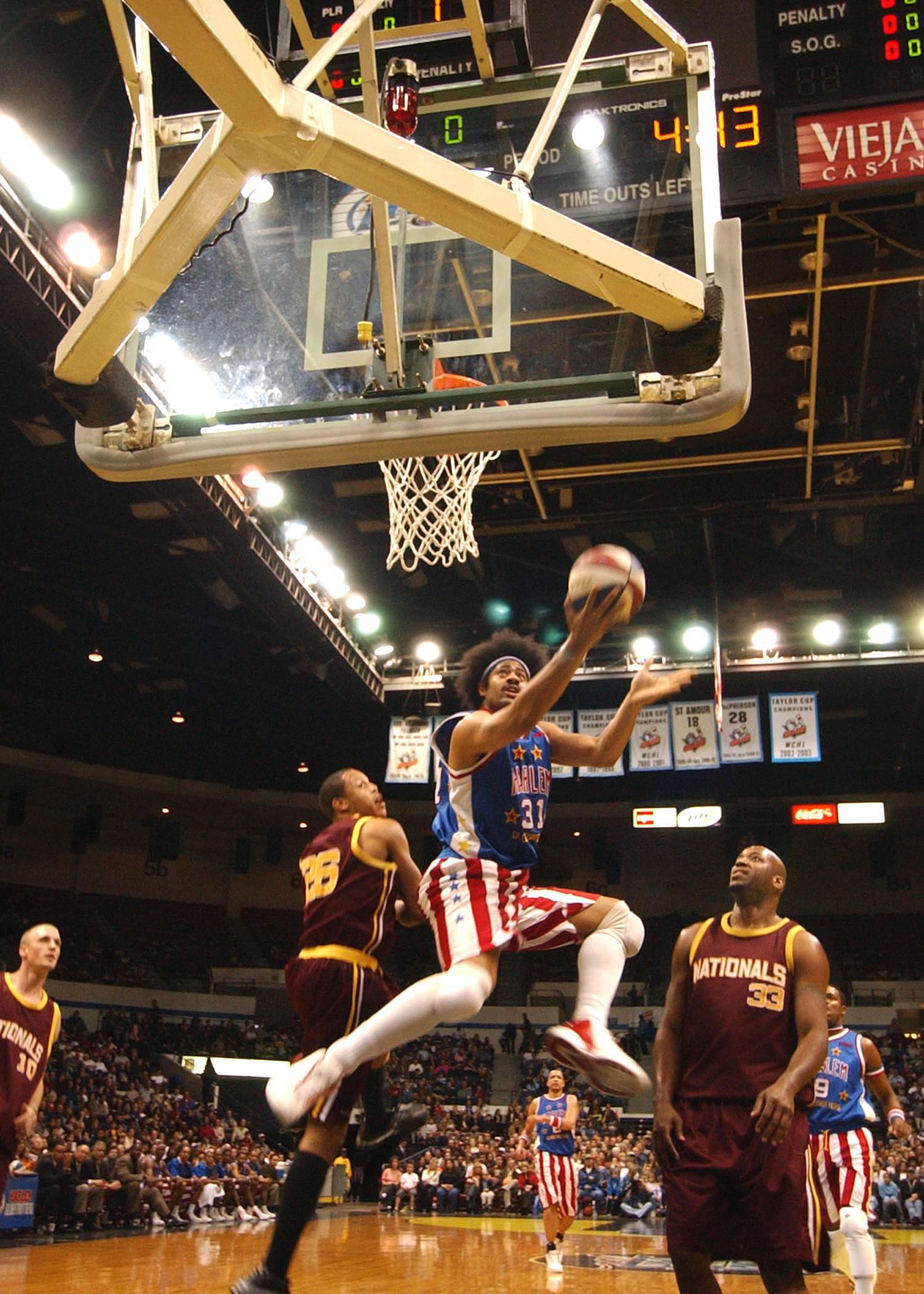

هارلم گلوبتراترز (به انگلیسی: Harlem Globetrotters) نام یک تیم بسکتبال نمایشی و کمدی آمریکایی است.
این گروه در ۱۹۲۶ تأسیس شد و بخاطر حرکات نمایشی بسکتبال شهرت دارد.

## تاریخ
گلوبتروترز در سال ۱۹۲۶ در جنوب شهر شیکاگو به وجود آمد، جایی که تمام بازیکنان اصلی این تیم بزرگ شدند.آنها به عنوان "ساووی بیگ فایو" آغاز کردند،یکی از جاذبه های اصلی سالن بالروم ساووی بودند که در ژانویه 1928 افتتاح شد،آنها یک تیم بسکتبال از بازیکنان آمریکایی سیاه پوست بودند که حرکات نمایشی را قبل از رقص ها انجام میدادند.به دلیل کاهش حضور مخاطبان در رقص ها، در سال 1928،تعدادی از بازیکنان به دلیل اختلافات از تیم جدا شدند.درپاییز همان سال،این بازیکنان یک تیم به نام "گلوب تراترز"(Globe Trotters) تشکیل دادند و بهار همان سال در جنوب ایلینوی اجراهایی داشتند.آبه ساپرشتین نقش مدیر و ترویج کننده تیم را بر عهده گرفت.تاسال 1929،ساپرشتین با تیم بسکتبال خود به نام"هارلم گلوب تراترز نیویورک" (New York Harlem Globe Trotters) در ایلنوی و آیو تورهایی انجام میداد.او نام هارلم را انتخاب کرد چرا که آن زمان به عنوان مرکز فرهنگ آمریکایی سیاه پوست محسوب میشد ونام گلوب تراترز به منظور افسانه سازی مکان های بین المللی تیم را انتخاب کرد.